# Tianguis, Hidalgo
Tianguis är en ort i Mexiko.   Den ligger i kommunen Tlanchinol och delstaten Hidalgo, i den sydöstra delen av landet, 190 km norr om huvudstaden Mexico City. Tianguis ligger 691 meter över havet och antalet invånare är 276.
Terrängen runt Tianguis är kuperad åt nordost, men åt sydväst är den bergig. Runt Tianguis är det ganska tätbefolkat, med 166 invånare per kvadratkilometer. Närmaste större samhälle är Huejutla de Reyes, 19,6 km nordost om Tianguis. Omgivningarna runt Tianguis är en mosaik av jordbruksmark och naturlig växtlighet.